# Litarcturus lillei
Litarcturus lillei là một loài chân đều trong họ Antarcturidae. Loài này được Tattersall miêu tả khoa học năm 1921.